# Димитър Узунов
Вижте пояснителната страница за други личности с името Димитър Узунов.
Димитър Узунов е български оперен певец (тенор), работил известно време и в Австрия.

## Биография
Димитър Узунов е роден на 10 декември 1922 година в Стара Загора в религиозно семейство и е подготвян за свещеник. Докато учи богословие в Софийския университет „Свети Климент Охридски“ започва да пее в хоровете на операта и оперетата и в хор „Кавал“. През 1946 година постъпва в Българската държавна консерватория при Людмила Прокопова, а по-късно учи и при Христо Бръмбаров.
Още като студент Узунов дебютира на 13 март 1947 година в Софийската опера с малка роля във „Вертер“ на Жул Масне, а през следващата година е назначен на постоянна позиция. Първата му главна роля е на Вакула в „Черевички“ на Пьотър Чайковски през 1950 година, поставена с участието и на Илка Попова и Райна Михайлова. По това време подготвя с руския режисьор Евгений Соковнин ролята на Самозванеца в „Борис Годунов“, която играе важна роля в кариерата му.
През 1951 година Димитър Узунов е на специализация в Москва, заедно с певицата Катя Георгиева, за която по-късно се жени. През 1955 година печели златен медал на певченски конкурс в Париж, което му донася покани за участия в чужбина.
В началото на 1960 година, благодарение на Борис Христов, той и Николай Гяуров са привлечени за участие в постановка на „Борис Годунов“ в Ла Скала, като Борис Христов е в ролята на Годунов, Гяуров – на Варлаам, а Узунов – на Самозванеца. Когато обаче по-късно Димитър Узунов става директор на Софийската опера, той не допуска Борис Христов да стъпи на сцената ѝ, отказвайки му гостуване. По същото време в началото на 60-те години играе и Дон Хосе в „Кармен“ на мястото на заболелия Франко Корели.
През 60-те години Узунов започва да режисира и свои оперни постановки. Той е недоволен от политическата намеса в работата му и от постоянните нападки срещу съпругата му, смятана за политически неблагонадеждна, затова двамата емигрират в Австрия, където получават местно гражданство и продължават да работят във Виенската опера, но след няколко години Тодор Живков лично ги кани в Бълария. В началото на 70-те години поради лекарска грешка губи гласа си и прекратява музикалната си кариера. Известно време (в периода 1972 – 1974 година) е директор на Софийската опера.
Димитър Узунов умира на 11 декември 1985 година във Виена.